# هيثر روز
هيثر روز (بالإنجليزية: Heather Rose)‏‏ (10 أغسطس 1964 في هوبارت - ) روائية، وكاتِبة من أستراليا.